# 8598 Тетрікс
8598 Тетрікс (8598 Tetrix) — астероїд головного поясу, відкритий 29 вересня 1973 року.
Тіссеранів параметр щодо Юпітера — 3,192.